# Lischkeia
Lischkeia là một chi ốc biển, là động vật thân mềm chân bụng sống ở biển trong họ Calliotropidae.

## Các loài
Các loài trong chi Lischkeia gồm có:
- Lischkeia alicei (Dautzenberg & Fischer, 1896)
- Lischkeia alwinae (Lischke, 1871)
- Lischkeia imperialis (Dall, 1881)[2]
- Lischkeia mahajangaensis Vilvens, 2002[3]
- Lischkeia miranda (Locard, 1897)
- Lischkeia reginamaris Habe & Okutani, 1981
- Lischkeia undosa Kuroda & Kawamura, 1956

Các loài được xếp đồng danh pháp
- Lischkeia argenteonitens (Lischke, 1872): syn. Ginebis argenteonitens (Lischke, 1872)
- Lischkeia cidaris (Carpenter, 1864): syn. Cidarina cidaris (Carpenter, 1864)
- Lischkeia convexiuscula (Yokoyama, 1920): syn. Ginebis argenteonitens (Lischke, 1872)
- Lischkeia crumpii (Pilsbry, 1893): syn. Ginebis crumpii (Pilsbry, 1893)
- Lischkeia deichmannae F. M. Bayer, 1971: syn. Lischkeia imperialis (Dall, 1881)
- Lischkeia ottoi (Philippi, 1844):[4] syn. Calliotropis ottoi (Philippi, 1844)
- Lischkeia regalis (Verrill & Smith, 1880): syn. Calliotropis regalis (Verrill & Smith, 1880)